# 14 Ирена
14 Ирена (лат. 14 Irene) је астероид главног астероидног појаса. Приближан пречник астероида је 152 km,
а средња удаљеност астероида од Сунца износи 2,585 астрономских јединица (АЈ).
Инклинација (нагиб) орбите у односу на раван еклиптике је 9,106 степени, а орбитални период износи 1518,214 дана (4,156 године). Ексцентрицитет орбите астероида износи 0,167.
Апсолутна магнитуда астероида износи 6,30 а геометријски албедо 0,159.
Астероид је откривен 19. маја 1851. године.